# 고양이 목에 방울 달기

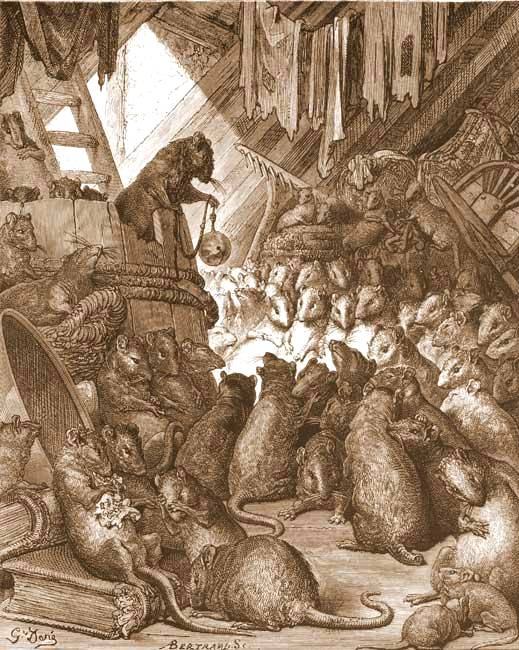
귀스타브 도레가 그린 삽화

고양이 목에 방울 달기는 방울과 고양이, 회의하는 쥐들이라는 제목으로도 알려진 우화이다. 이야기에서 쥐 무리는 고양이의 접근을 미리 경고받기 위해 고양이 목에 방울을 달기로 합의하지만, 실제로 그 일을 수행할 자원자를 찾지 못한다. 이 용어는 각자는 불가능에 가까운 어려운 임무를 수행하기로 동의하지만, 실제 성취의 위험을 감수하고 고난을 견딜 사람은 다른 누군가가 선택될 것이라는 착각 하에 그렇게 하는 집단을 묘사하는 관용구가 되었다.
종종 아이소포스가 썼다고 전해지지만, 중세 이전에는 기록되지 않았으며 고전 기원의 완전히 다른 우화인 고양이와 쥐들과 혼동되어 왔다. B. E. 페리가 우화들을 위해 확립한 분류 체계에서는 613번으로 분류되는데, 이는 이솝 정전 밖의 중세 귀속작에 지정된 번호이다.

## 줄거리와 관용구적 사용
이 우화는 약탈하는 고양이의 위협을 무력화할 계획을 토론하는 쥐 무리에 관한 것이다. 그들 중 한 마리가 고양이 목 주위에 방울을 달아서 고양이의 접근을 경고받자고 제안한다. 이 계획은 다른 쥐들에게 박수갈채를 받지만, 한 쥐가 누가 고양이에게 방울을 달 것인지 자원할 것인가를 묻자 모든 쥐가 핑계를 댄다. 이 이야기는 계획을 평가할 때 결과가 얼마나 바람직한지뿐만 아니라 어떻게 실행할 수 있는지도 고려하는 지혜를 가르치는 데 사용된다. 아이디어와 그 실현 가능성 사이의 근본적인 차이점, 그리고 이것이 주어진 계획의 가치에 어떻게 영향을 미치는지에 대한 도덕적 교훈을 제공한다.
이 우화는 관용구 '고양이 목에 방울을 달다'를 낳았는데, 이는 불가능에 가까운 어려운 임무를 시도하거나 수행하기로 동의하는 것을 의미한다. 역사적으로 "벨 더 캣"(Bell the Cat)은 15세기 스코틀랜드 귀족 아치볼드 더글러스 제5대 앵거스 백작이 제임스 3세의 총애를 받았다고 여겨지는 토머스(종종 로버트로 잘못 불리는) 코크런의 체포와 처형에 관여한 것을 인정받아 받았다고 자주 주장되는 별명이었다. 실제로 이러한 사용에 대한 가장 이른 증거는 1644년에 출간된 갓스크로프트의 흄의 더글러스 가문사에서 나온 것이며, 따라서 15세기보다는 17세기 관용구에 대한 인식을 더 반영한다. 21세기에는 탐사 저널리즘 단체 벨링캣이 이 관용구에서 이름을 가져왔다.
이 우화를 이솝에게 귀속시킨 최초의 영어 모음집은 1687년 존 오길비의 것이었다. 여기에는 (프랜시스 발로우의) 목판화가 있고, 이어서 아프라 벤의 10행 운율 요약이 있는데, 다음과 같은 말장난 결론을 담고 있다.
좋은 조언은 쉽게 주어지지만, 그 실행은 종종
실제로 수행하기 어렵게 만든다.

## 같이 보기
- 사자 가죽을 쓴 당나귀
- 토끼와 거북이
- 여우와 두루미
- 꾀 많은 여우